# FK Zemun
FK Zemun je nogometni klub. Osnovan je 1946. godine pod imenom Jedinstvo Zemun.
FK Zemun igra na Gradskom stadionu koji može primiti do 12.000 gledatelja.
Boje kluba su plava i zelena.

## Povijest
Klub je osnovan po završetku Drugoga svjetskog rata, 1945. godine pod imenom FK Maksim Divnić Zemun, ali je nakon nekoliko odigranih utakmica promijenio ime u FK Sremac Zemun. Dana 20. listopada 1946. godine, na inicijativu Branka Pešića dolazi do spajanja FK Sremac i FK Sparta Zemun u FK Jedinstvo Zemun. Zbog loših rezultata tijekom sesone 1968./69. dolazi do suradnje s farmaceutsko-kemijskom tvrtkom "Galenika", koja je bila u ekspanziji. Kako je tvrtka već posjedovala nogometni klub FK Galenika, odlučeno je 23. veljače 1969. godine da se FK Jedinstvo spoji s FK Galenika i da preuzme ime. Zbog Galenikinog prestanka financiranja kluba, na sjednici održanoj 20. prosinca 1984. godine donesena je odluka da se iz imena kluba ukloni njezino ime, te od 1. siječnja 1985. godine klub nosi današnje ime FK Zemun.
U sezoni 2007./08., FK Zemun je ušao u finale „Lav“ kupa Srbije, što je najveći klupski uspjeh u državnom kupu. Finale Kupa FK Zemun je igrao protiv FK Partizana, te izgubio rezultatom 3:0. Međutim, FK Partizan osvojio je i prvenstvo Srbije, pa je FK Zemun stekao pravo igranja u prvom kolu kvalifikacija za Kup UEFA. Zbog nepovoljnog financijskog stanja kluba, UEFA mu nije izdala dopuštenje za nastup u Kupu, pa je njegovo mjesto zauzeo FK Borac iz Čačka. Iste sezone klub je ispao u treći razred nogometa u Srbiji.

## Poznati igrači
- Slobodan Santrač
- Mateja Kežman
- Dragan Mance
- Nenad Milijaš
- Dragan Mladenović
- Vladimir Stojković
- Nenad Kovačević
- Nenad Lalatović

## Vanjske poveznice
- Službene stranice kluba  Arhivirana inačica izvorne stranice od 20. veljače 2018. (Wayback Machine)